# Aleb Tjapkajaure
Aleb Tjapkajaure är en sjö i Arjeplogs kommun i Lappland och ingår i Skellefteälvens huvudavrinningsområde. Sjön har en area på 0,343 kvadratkilometer och ligger 769,2 meter över havet.